# Ko Taen
Ko Taen (auch Koh Taen, Koh Katen, Ko Tan, Koh Tan, Thai: เกาะแตน) ist eine etwa 15 Kilometer vom Festland entfernte und 5 Kilometer südlich von Ko Samui im Golf von Thailand gelegene Insel. Sie ist Teil des Samui Archipels (Mu Ko Samui - หมู่เกาะสมุย), zu dem auch etwa 60 weitere Inseln gehören. Nordwestlich von Ko Taen befindet sich der Nationalpark Mu Ko Ang Thong.

## Einwohner
Ko Taen wird von etwa 25 Personen bewohnt. Aufgrund der touristischen Nutzung der Insel schwankt die Einwohnerzahl ständig. Vor etwa 30 Jahren sollen noch 500 Menschen auf der Insel gewohnt haben. Da die Verdienstmöglichkeiten auf der Nachbarinsel Ko Samui aber wesentlich besser sind, wanderten viele dorthin ab. Dies hat dazu geführt, dass zum Beispiel die Schule und das „Health Center“ auf der Insel geschlossen wurden und viele Häuser bzw. Hütten leer stehen und verfallen.

## Nutzung
Ko Taen wird touristisch genutzt. Die Insel verfügt über mehrere Strände, die sich aufgrund des felsigen Untergrunds jedoch nicht zum Baden eignen. Vor der Insel befinden sich sehenswerte Korallenriffe. Schnorchelnde Urlauber sind ein Grund für das Absterben der Korallen. Dadurch ist auch die Artenvielfalt und die Anzahl der Fische an den Riffen stark zurückgegangen. Auf der Insel wurden Bungalows gebaut, die von kleinen Reisegruppen gemietet werden können. Die Insel ist nur auf dem Wasserweg erreichbar.

## Eindrücke von Ko Taen

Blick Richtung Ko Matsum